# さよならの挽歌
「さよならの挽歌」（さよならのばんか）は、1978年11月5日にリリースされた岩崎宏美の15枚目のシングル。

## 概要
作詞の阿木燿子は、同年8月発売のアルバム『パンドラの小箱』に収録の「媚薬」「パンドラの小箱」に続いての起用であるが、シングル盤では初めて阿久悠以外の作詞による作品となる。

## 収録曲
- 両楽曲共に、作詞：阿木燿子／作曲・編曲：筒美京平

1. さよならの挽歌（4分26秒）
2. 夕暮れメヌエット（3分35秒）